# Catephia melanica
Catephia melanica là một loài bướm đêm trong họ Erebidae.